# 에버그린 국제항공
에버그린 국제항공(영어: Evergreen International Airlines)은 미국 오리건주, 맥민빌에 베이스를 둔 화물 항공사로 북아메리카, 아시아, 유럽으로 정기 카고편을 운항하며 존 F. 케네디 국제공항, 콜롬버스 메트로 폴리탄 공항, 홍콩 국제공항을 허브 공항으로 계열사는 1960년에 설립한 지주 항공사인 에버그린 국제항공과 미국의 박물관인 에버그린 박물관이 있다.

## 역사
델포드 스미스(영어: Delford Smith)는 1960년에 에버그린 헬기를 설립하고 항공기 사업을 시작했다. 당시 영업 증명서로 이후 CIA 프론트 기업의 형성해 1975년 존슨 플라잉 서비스 퍼시픽 지주 회사를 인수하고 인터마운틴 항공과 퍼시픽 컴파니와 합병되면서 1979년에 회사 소유의 항공사인 에버그린 국제항공을 설립했다. 1990년 도니 브레스노를 비롯해 알 파치노와 당시 신인 배우였던 클린트 이스트 우드 주연으로 액션 영화인 하드 투 다이에 출연하면서 보잉 727과 보잉 747 항공기를 제공했다. 2006년에 미국 정부에서 대형 산불을 진화하기 위해 노후된 보잉 747 항공기를 개조해 산불 진화용 에어 슈퍼탱크를 최초로 도입한데 이어 2009년에 추가로 1대의 항공기를 개조해 운용하고 있다. 2013년 11월에 금융 문제로 인해 2013년 11월 30일에 파산되었다. 2013년 12월 초만 해도 항공사가 취항을 했지만 12월 31일에 미국 연방 도산법 제7조를 신청하면서 사실상 운항이 중단되었다.

## 보유 기종
- 2011년 11월 기준으로 에버그린 국제항공은 다음과 같은 기종을 보유하고 있으며 평균 기령은 21년이다.[8]

## 에버그린 747 슈퍼탱크
에버그린 747 슈퍼탱크(영어: Evergreen 747 Supertanker)는 에버그린 국제항공이 2대를 보유하고 있으며 노후된 보잉 747-100, 보잉 747-200C를 개조한 후 운항했으나 2013년 6월 기준으로 현재는 전량 퇴역했다.
| 생산 번호 (일련 번호) | 기종           | 배달            | 최초 고객       | 사용년도   | 번호   | 비고                                          |
| --------------------- | -------------- | --------------- | --------------- | ---------- | ------ | --------------------------------------------- |
| 19898 (94)            | 보잉 747-100SF | 1970년 6월 11일 | 델타 항공       | 2009년 6월 | N479EV | 1984년 팬아메리칸 월드 항공에서 화물기로 개조 |
| 20653 (237)           | 보잉 747-200C  | 1974년 2월 5일  | 월드 에어웨이즈 | 2006년 5월 | N470EV | [ 14 ] [ 15 ] [ 16 ]                          |

에버그린 747 슈퍼탱크의 경우 소방 항공기 중에서 가장 규모가 크며 기존에 소방 항공기로 사용하고 있는 2대의 맥도넬더글러스 DC-10-10보다 용량이 크다.화학 물질의 경우 45,000리터를 가지고 있다.
에버그린 747 슈퍼탱크는 특정 강도가 그의 공기 기반 시스템을 실행하는 상태이기 때문에 탱크 물방출은 또한 연속해서 여러 화재의 단일 사용을 위해 진화할 수 있는 위치에 따라서 중단시킬 수 있다. 작은 항공기 화재에 비해 제한된 기동성이 떨어지는 단점을 가지고 있다. 또한 사용되는 바인더로 놓아 바다에서 슈퍼탱크의 기름 유출 통제에 대한 고려가 없지만 큰 영역의 경우(방사능 오염, 화학 오염, 세균 오염, 중독 등) 오염 제거를 위해 재해 관리에 사용이 고려되고 있다.
비고
- 최초 에버그린 747 슈퍼탱크의 취항은 2009년 7월 스페인에서 산불이 나면서 처음으로 사용되었다. 또한 이 비행기는 스페인, 프랑스, 독일에 취항했다.
- 2010년 12월 이스라엘에서 주요 삼림 화재 방지를 위해 뉴욕에 동일한 법인인 슈퍼탱크로 설립했다.[19]

## 사진

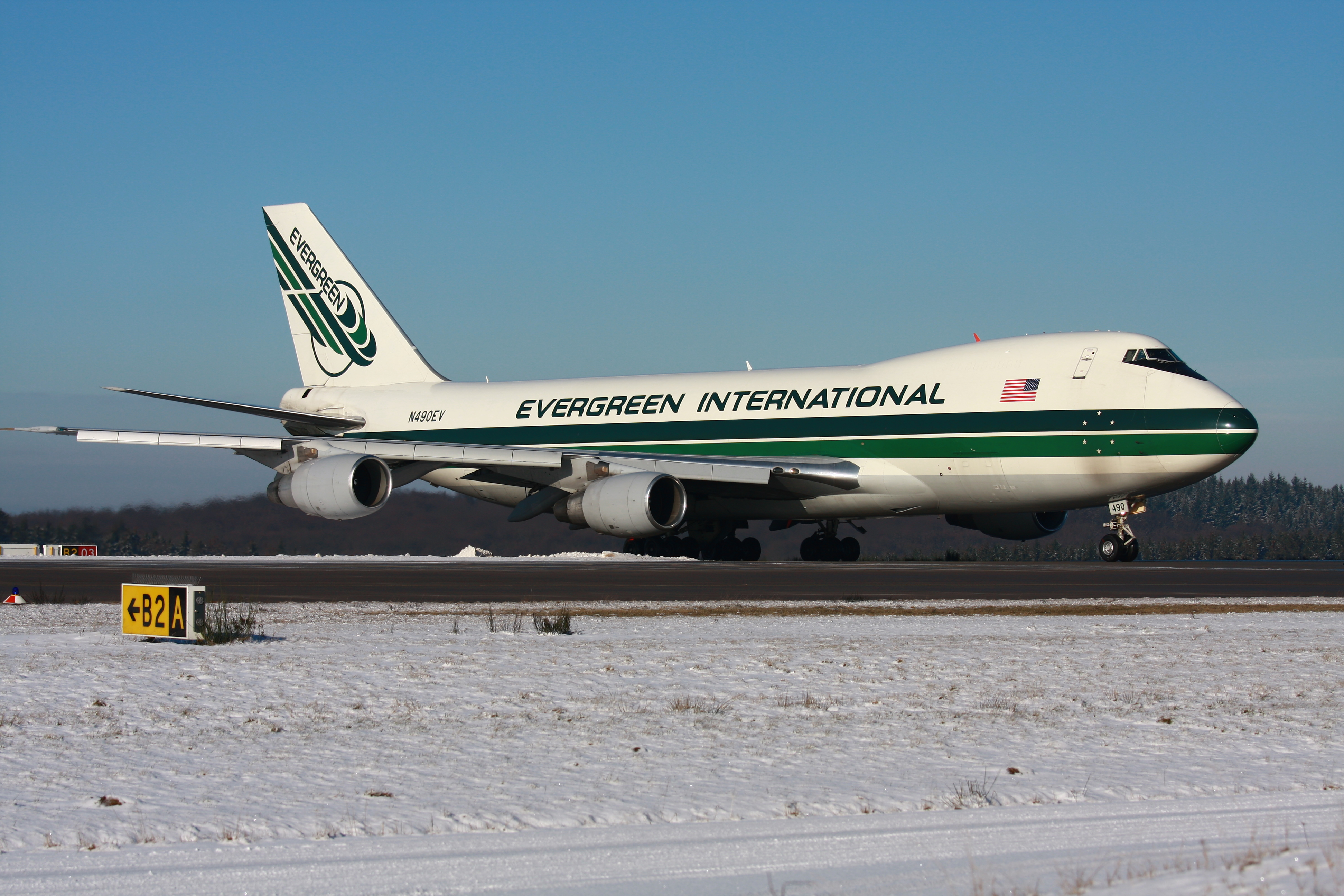
프랑크푸르트 한 공항에서 찍은 에버그린국제항공의 보잉 747-200F

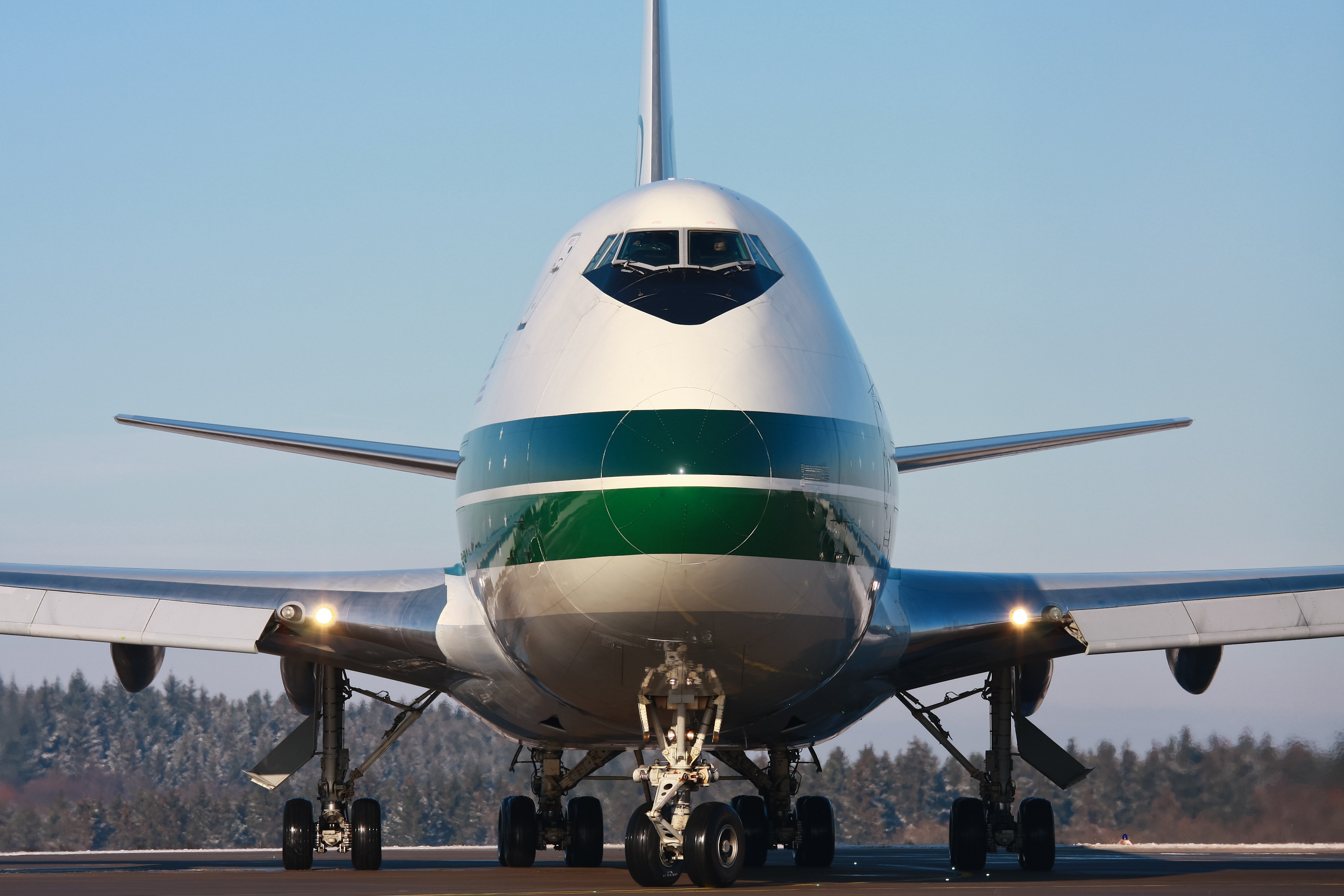
프랑크푸르트 한 공항에서 찍은 에버그린 국제항공의 보잉 747-200F

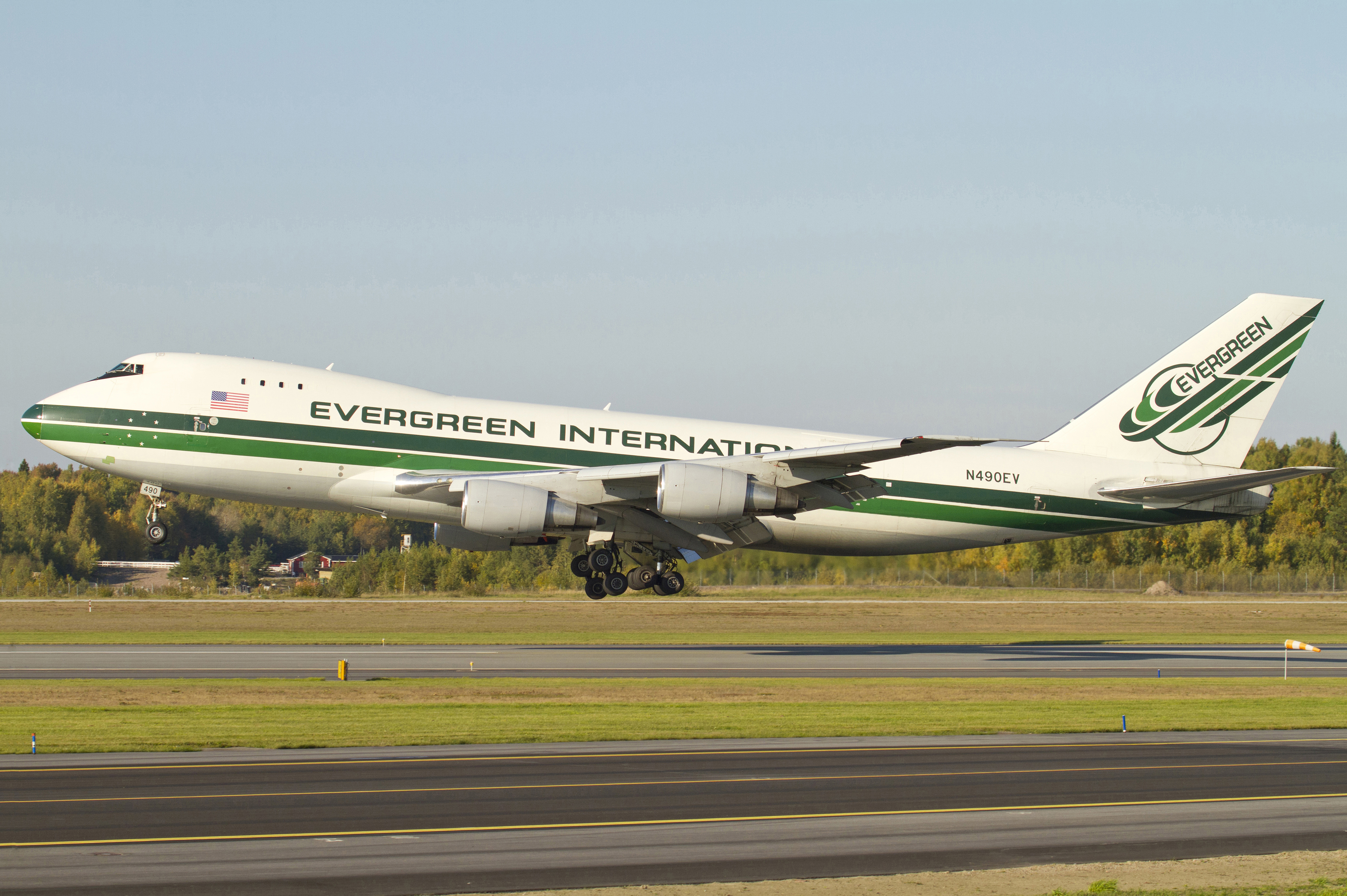
스톡홀름 알란다 국제공항에서 찍은 에버그린 국제항공의 보잉 747-230F

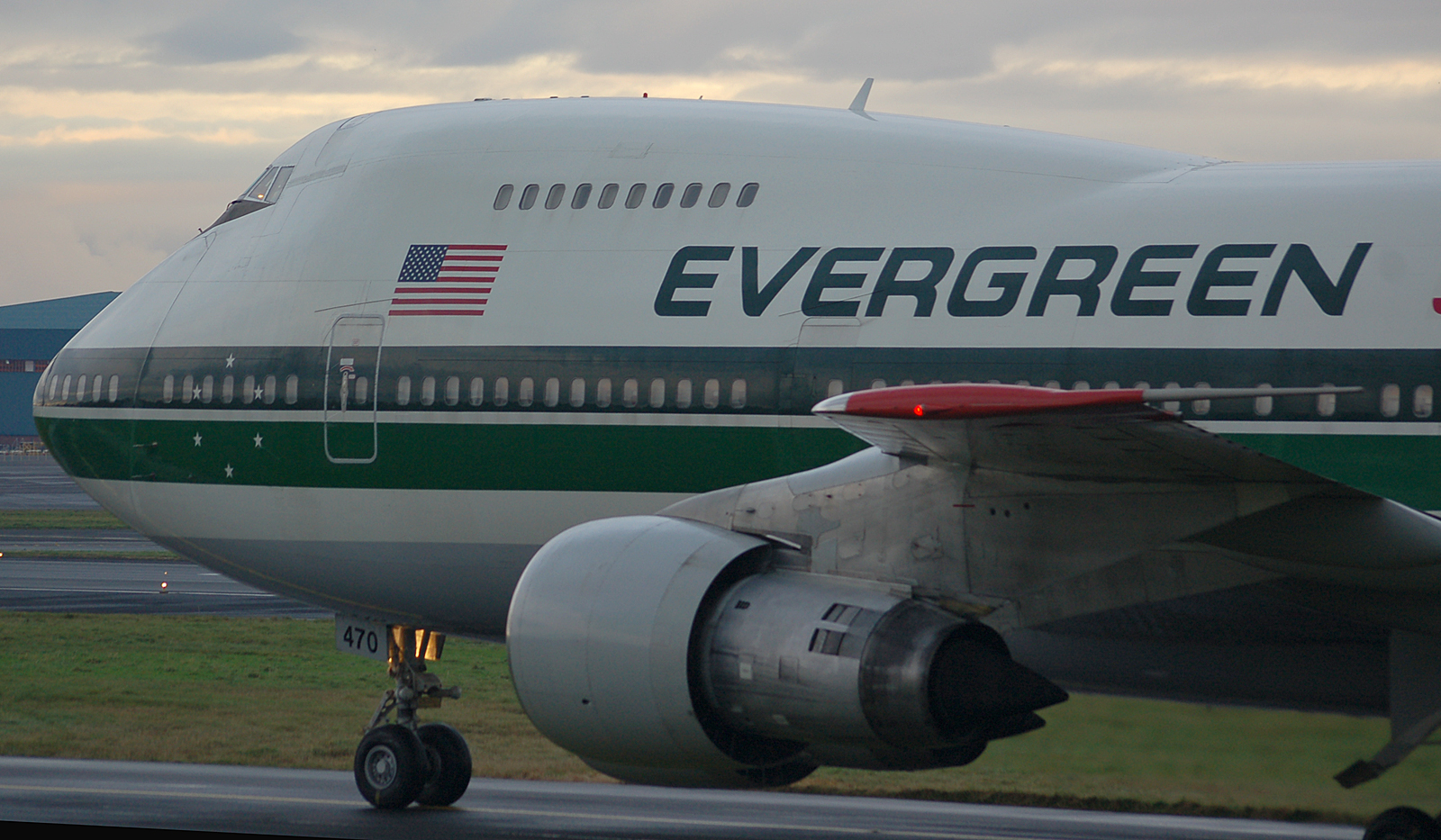
에버그린 국제항공의 보잉 747-200C

## 같이 보기
- 미국의 없어진 항공사 목록